# St. Kilian (Mulfingen)

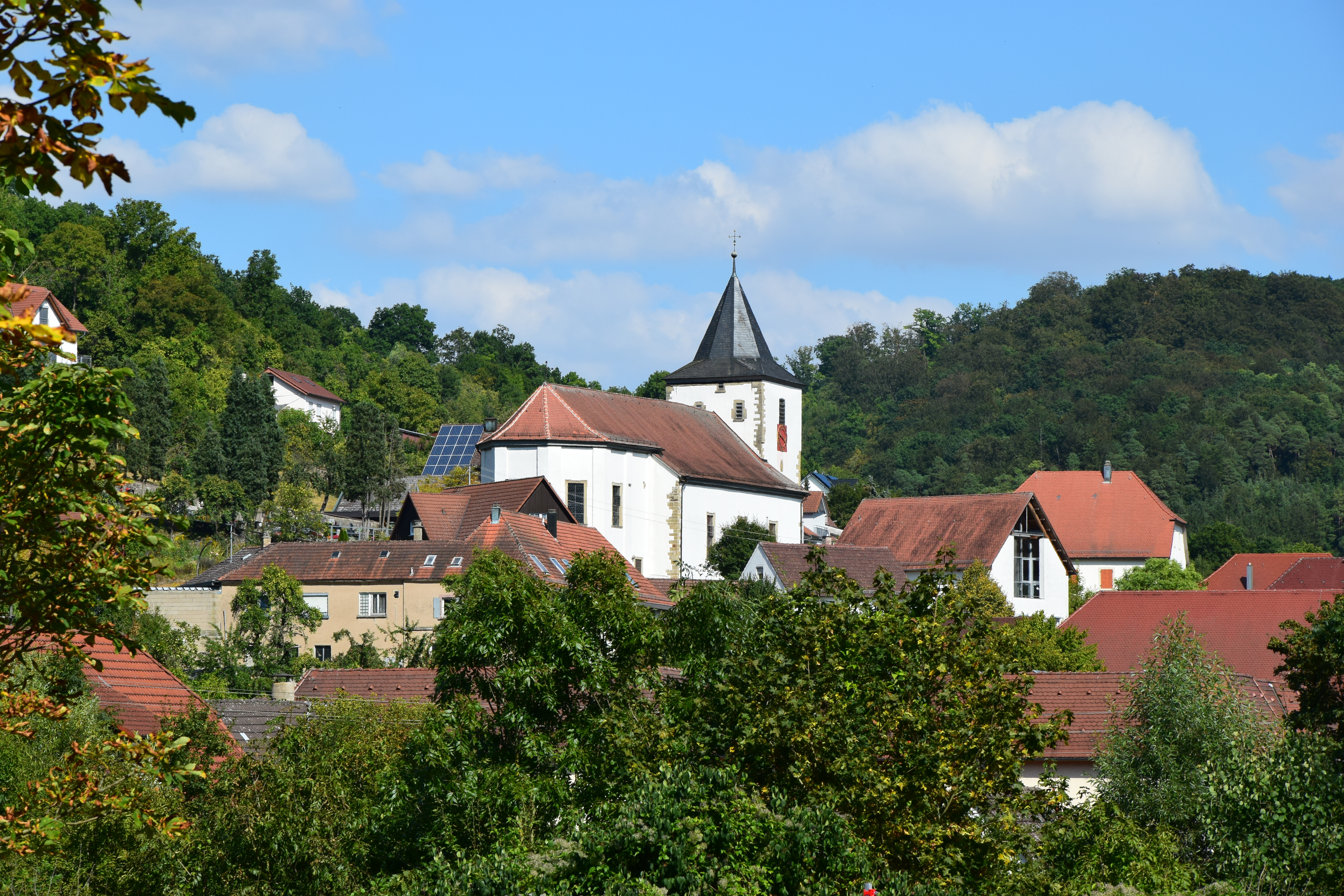
St. Kilian in Mulfingen

Die römisch-katholische Pfarrkirche St. Kilian ist ein geschütztes Kulturdenkmal nach dem Denkmalschutzgesetz. Sie steht in Mulfingen, einer Gemeinde im Hohenlohekreis von Baden-Württemberg. Die Kirchengemeinde gehört zum Dekanat Hohenlohe in der Diözese Rottenburg-Stuttgart.

## Beschreibung
Die Saalkirche wurde 1693–1696 erbaut. Sie besteht aus einem Langhaus, einem eingezogenen, dreiseitig geschlossenen Chor im Westen und einem Kirchturm im Osten, der im Kern auf den Chorturm der Wehrkirche aus dem 11. Jahrhundert zurückgeht. Sein oberstes Geschoss enthält die Turmuhr und den Glockenstuhl für fünf Kirchenglocken aus Bronze. Darauf sitzt ein achtseitiger Knickhelm. Außer der Marienglocke, die 1508 von einem unbekannten Gießer gegossen wurde, entstanden die Glocken in der Glockengießerei Bachert, Kochendorf.
| Nr. | Name                  | Gussjahr | Durchmesser | Schlagton | Inschriften* |
| --- | --------------------- | -------- | ----------- | --------- | --- |
| 1   | Christus-König-Glocke | 1957     | 1495 mm     | des′      | HOSANNA DEM KOENIG JESUS CHRISTUS |
| 2   | Kiliansglocke         | 1957     | 910 mm      | es′       | IN ZWEIER VÖLKERKRIEGE SCHLACHTEN IHR LEBEN SIE ZUM OPFER BRACHTEN DER HEIMATORT VERGISST EUCH NICHT SANKT KILIAN FÜHR' EUCH ZUM LICHT |
| 3   | Marienglocke          | 1508     | 815 mm      | f′        | + AVE MARIA GRACIA PLENA DOMINVS TECVM BENEDICTA TV IN MVLIERIVS D M CCCCC VIII                                                        |
| 4   | Annaglocke            | 1950     | 685 mm      | as′       | GRUSS UND LOBGESANG DIR TAUSENDMAL, MUTTER ANNA, HIER IM HEIMATTAL und IM KREUZ IST HEIL ALLELUIA                                      |
| 5   | Josefsglocke          | 1950     | 507 mm      | b′        | NACH DER ERDENJAHRE MÜHEVOLLER RUNDE SEI ST. JOSEF HELFER IN DER LETZTEN STUNDE                                                        |

Eine Dachbodenorgel, die nicht mehr erhalten ist, wurde 1914 von der Gebr. Späth Orgelbau gebaut. Am östlichen Chorbogen befinden sich Fragmente von Wandmalereien aus dem 13. Jahrhundert, auf denen die Klugen und Törichten Jungfrauen dargestellt sind.

## Nachweise
1. ↑  Glocken von St. Kilian, Mulfingen auf youtube.com

Koordinaten: 49° 20′ 30,7″ N, 9° 48′ 4,1″ O